# Mont Hikurangi
Le mont Hikurangi est situé dans la région de Gisborne, dans l'île du Nord de la Nouvelle-Zélande. Il culmine à 1 752 mètres. C'est le sommet d'origine non volcanique le plus élevé de l'île du Nord.
C'est un lieu sacré pour les Maori de l'iwi (tribu) Ngāti Porou, qui considère ce mont comme le lieu de repos de Nukutaimemeha, le waka (canoë) du héros légendaire Maui.